# Comuni della Norvegia

Comuni della Norvegia nel 2020

La Norvegia è divisa in 15 regioni amministrative, chiamate contee (fylker) e 357 comuni (kommuner in norvegese). La capitale Oslo è considerata sia una contea che un comune.
I comuni sono l'unità atomica del governo locale in Norvegia e sono responsabili dell'istruzione primaria (fino al 10º grado), dei servizi sanitari ambulatoriali, dei servizi per anziani, della disoccupazione e di altri servizi sociali, della suddivisione in zone, dello sviluppo economico e delle strade comunali. Le forze dell'ordine e i servizi religiosi sono forniti a livello nazionale in Norvegia.
I comuni sono in costante consolidamento. Nel 1930, c'erano 747 comuni in Norvegia. A partire dal 2020 ci sono 356 comuni, una riduzione dai 422 precedenti. Dal 2024 ci sono 357 comuni.

## Amministrazione
Ogni comune ha i suoi leader governativi: il sindaco (ordfører) e il consiglio comunale (kommunestyre). Il sindaco è il dirigente esecutivo. Il consiglio comunale è l'organo deliberativo e legislativo del comune ed è l'organo supremo del comune. I membri del consiglio comunale sono eletti per un mandato di 4 anni. Una suddivisione del consiglio completo è il consiglio esecutivo (formannskap), composto da 5 membri.

## Lista
| Codice del comune | Nome del comune | Centro amministrativo | Contea          | Posizione del comune nella contea                | Stemma                       | Lingua            |
| ----------------- | --------------- | --------------------- | --------------- | ------------------------------------------------ | ---------------------------- | ----------------- |
| 5620              | Nordkapp        | Honningsvåg           | Finnmark        | Nordkapp markert med rødt på fylkeskartet        | Nordkapp kommunevåpen        | neutrale          |
| 5626              | Gamvik          | Mehamn                | Finnmark        | Gamvik markert med rødt på fylkeskartet          | Gamvik kommunevåpen          | neutrale          |
| 5618              | Måsøy           | Havøysund             | Finnmark        | Måsøy markert med rødt på fylkeskartet           | Måsøy kommunevåpen           | bokmål            |
| 5630              | Berlevåg        | Berlevåg              | Finnmark        | Berlevåg markert med rødt på fylkeskartet        | Berlevåg kommunevåpen        | bokmål            |
| 5624              | Lebesby         | Kjøllefjord           | Finnmark        | Lebesby markert med rødt på fylkeskartet         | Lebesby kommunevåpen         | bokmål            |
| 5632              | Båtsfjord       | Båtsfjord             | Finnmark        | Båtsfjord markert med rødt på fylkeskartet       | Båtsfjord kommunevåpen       | neutrale          |
| 5603              | Hammerfest      | Hammerfest            | Finnmark        | Hammerfest markert med rødt på fylkeskartet      | Hammerfest kommunevåpen      | neutrale          |
| 5616              | Hasvik          | Breivikbotn           | Finnmark        | Hasvik markert med rødt på fylkeskartet          | Hasvik kommunevåpen          | bokmål            |
| 5634              | Vardø           | Vardø                 | Finnmark        | Vardø markert med rødt på fylkeskartet           | Vardø kommunevåpen           | bokmål            |
| 5628              | Tana            | Tana bru              | Finnmark        | Tana markert med rødt på fylkeskartet            | Tana kommunevåpen            | bokmål (samisk)   |
| 5614              | Loppa           | Øksfjord              | Finnmark        | Loppa markert med rødt på fylkeskartet           | Loppa kommunevåpen           | bokmål            |
| 5622              | Porsanger       | Lakselv               | Finnmark        | Porsanger markert med rødt på fylkeskartet       | Porsanger kommunevåpen       | bokmål (samisk)   |
| 5636              | Nesseby         | Varangerbotn          | Finnmark        | Nesseby markert med rødt på fylkeskartet         | Nesseby kommunevåpen         | bokmål (samisk)   |
| 5607              | Vadsø           | Vadsø                 | Finnmark        | Vadsø markert med rødt på fylkeskartet           | Vadsø kommunevåpen           | bokmål            |
| 5542              | Skjervøy        | Skjervøy              | Troms           | Skjervøy markert med rødt på fylkeskartet        | Skjervøy kommunevåpen        | bokmål            |
| 5534              | Karlsøy         | Hansnes               | Troms           | Karlsøy markert med rødt på fylkeskartet         | Karlsøy kommunevåpen         | neutrale          |
| 5601              | Alta            | Alta                  | Finnmark        | Alta markert med rødt på fylkeskartet            | Alta kommunevåpen            | bokmål            |
| 5546              | Kvænangen       | Burfjord              | Troms           | Kvænangen markert med rødt på fylkeskartet       | Kvænangen kommunevåpen       | neutrale          |
| 5544              | Nordreisa       | Storslett             | Troms           | Nordreisa markert med rødt på fylkeskartet       | Nordreisa kommunevåpen       | bokmål            |
| 5605              | Sør-Varanger    | Kirkenes              | Finnmark        | Sør-Varanger markert med rødt på fylkeskartet    | Sør-Varanger kommunevåpen    | bokmål            |
| 5501              | Tromsø          | Tromsø                | Troms           | Tromsø markert med rødt på fylkeskartet          | Tromsø kommunevåpen          | neutrale          |
| 5536              | Lyngen          | Lyngseidet            | Troms           | Lyngen markert med rødt på fylkeskartet          | Lyngen kommunevåpen          | neutrale          |
| 5540              | Kåfjord         | Olderdalen            | Troms           | Kåfjord markert med rødt på fylkeskartet         | Kåfjord kommunevåpen         | bokmål (samisk)   |
| 5610              | Karasjok        | Karasjok              | Finnmark        | Karasjok markert med rødt på fylkeskartet        | Karasjok kommunevåpen        | bokmål (samisk)   |
| 5538              | Storfjord       | Hatteng               | Troms           | Storfjord markert med rødt på fylkeskartet       | Storfjord kommunevåpen       | neutrale          |
| 5530              | Senja           | Finnsnes              | Troms           | Senja markert med rødt på fylkeskartet           | Senja kommunevåpen           | neutrale          |
| 5532              | Balsfjord       | Storsteinnes          | Troms           | Balsfjord markert med rødt på fylkeskartet       | Balsfjord kommunevåpen       | bokmål            |
| 1871              | Andøy           | Andenes               | Nordland        | Andøy markert med rødt på fylkeskartet           | Andøy kommunevåpen           | neutrale          |
| 5526              | Sørreisa        | Sørreisa              | Troms           | Sørreisa markert med rødt på fylkeskartet        | Sørreisa kommunevåpen        | neutrale          |
| 5612              | Kautokeino      | Kautokeino            | Finnmark        | Kautokeino markert med rødt på fylkeskartet      | Kautokeino kommunevåpen      | bokmål (samisk)   |
| 5524              | Målselv         | Moen                  | Troms           | Målselv markert med rødt på fylkeskartet         | Målselv kommunevåpen         | neutrale          |
| 5528              | Dyrøy           | Brøstadbotn           | Troms           | Dyrøy markert med rødt på fylkeskartet           | Dyrøy kommunevåpen           | bokmål            |
| 1868              | Øksnes          | Myre                  | Nordland        | Øksnes markert med rødt på fylkeskartet          | Øksnes kommunevåpen          | neutrale          |
| 5522              | Salangen        | Sjøvegan              | Troms           | Salangen markert med rødt på fylkeskartet        | Salangen kommunevåpen        | neutrale          |
| 5520              | Bardu           | Setermoen             | Troms           | Bardu markert med rødt på fylkeskartet           | Bardu kommunevåpen           | neutrale          |
| 5514              | Ibestad         | Hamnvik               | Troms           | Ibestad markert med rødt på fylkeskartet         | Ibestad kommunevåpen         | bokmål            |
| 5503              | Harstad         | Harstad               | Troms           | Harstad markert med rødt på fylkeskartet         | Harstad kommunevåpen         | neutrale          |
| 5518              | Lavangen        | Tennevoll             | Troms           | Lavangen markert med rødt på fylkeskartet        | Lavangen kommunevåpen        | neutrale (samisk) |
| 5510              | Kvæfjord        | Borkenes              | Troms           | Kvæfjord markert med rødt på fylkeskartet        | Kvæfjord kommunevåpen        | neutrale          |
| 1870              | Sortland        | Sortland              | Nordland        | Sortland markert med rødt på fylkeskartet        | Sortland kommunevåpen        | neutrale          |
| 5516              | Gratangen       | Årstein               | Troms           | Gratangen markert med rødt på fylkeskartet       | Gratangen kommunevåpen       | neutrale          |
| 1867              | Bø              | Straume               | Nordland        | Bø markert med rødt på fylkeskartet              | Bø kommunevåpen              | neutrale          |
| 5512              | Tjeldsund       | Evenskjer             | Troms           | Tjeldsund markert med rødt på fylkeskartet       | Tjeldsund kommunevåpen       | bokmål (samisk)   |
| 1866              | Hadsel          | Stokmarknes           | Nordland        | Hadsel markert med rødt på fylkeskartet          | Hadsel kommunevåpen          | bokmål            |
| 1853              | Evenes          | Bogen                 | Nordland        | Evenes markert med rødt på fylkeskartet          | Evenes kommunevåpen          | bokmål            |
| 1851              | Lødingen        | Lødingen              | Nordland        | Lødingen markert med rødt på fylkeskartet        | Lødingen kommunevåpen        | bokmål            |
| 1806              | Narvik          | Narvik                | Nordland        | Narvik markert med rødt på fylkeskartet          | Narvik kommunevåpen          | neutrale          |
| 1865              | Vågan           | Svolvær               | Nordland        | Vågan markert med rødt på fylkeskartet           | Vågan kommunevåpen           | neutrale          |
| 1860              | Vestvågøy       | Leknes                | Nordland        | Vestvågøy markert med rødt på fylkeskartet       | Vestvågøy kommunevåpen       | neutrale          |
| 1859              | Flakstad        | Ramberg               | Nordland        | Flakstad markert med rødt på fylkeskartet        | Flakstad kommunevåpen        | neutrale          |
| 1875              | Hamarøy         | Oppeid                | Nordland        | Hamarøy markert med rødt på fylkeskartet         | Hamarøy kommunevåpen         | neutrale (samisk) |
| 1874              | Moskenes        | Reine                 | Nordland        | Moskenes markert med rødt på fylkeskartet        | Moskenes kommunevåpen        | neutrale          |
| 1848              | Steigen         | Leinesfjord           | Nordland        | Steigen markert med rødt på fylkeskartet         | Steigen kommunevåpen         | bokmål            |
| 1857              | Værøy           | Sørland               | Nordland        | Værøy markert med rødt på fylkeskartet           | Værøy kommunevåpen           | bokmål            |
| 1856              | Røst            | Røstlandet            | Nordland        | Røst markert med rødt på fylkeskartet            | Røst kommunevåpen            | bokmål            |
| 1845              | Sørfold         | Straumen              | Nordland        | Sørfold markert med rødt på fylkeskartet         | Sørfold kommunevåpen         | bokmål            |
| 1804              | Bodø            | Bodø                  | Nordland        | Bodø markert med rødt på fylkeskartet            | Bodø kommunevåpen            | neutrale          |
| 1841              | Fauske          | Fauske                | Nordland        | Fauske markert med rødt på fylkeskartet          | Fauske kommunevåpen          | bokmål            |
| 1838              | Gildeskål       | Inndyr                | Nordland        | Gildeskål markert med rødt på fylkeskartet       | Gildeskål kommunevåpen       | neutrale          |
| 1840              | Saltdal         | Rognan                | Nordland        | Saltdal markert med rødt på fylkeskartet         | Saltdal kommunevåpen         | bokmål            |
| 1839              | Beiarn          | Moldjord              | Nordland        | Beiarn markert med rødt på fylkeskartet          | Beiarn kommunevåpen          | bokmål            |
| 1837              | Meløy           | Ørnes                 | Nordland        | Meløy markert med rødt på fylkeskartet           | Meløy kommunevåpen           | bokmål            |
| 1836              | Rødøy           | Vågaholmen            | Nordland        | Rødøy markert med rødt på fylkeskartet           | Rødøy kommunevåpen           | neutrale          |
| 1835              | Træna           | Husøya                | Nordland        | Træna markert med rødt på fylkeskartet           | Træna kommunevåpen           | bokmål            |
| 1834              | Lurøy           | Lurøy                 | Nordland        | Lurøy markert med rødt på fylkeskartet           | Lurøy kommunevåpen           | bokmål            |
| 1833              | Rana            | Mo i Rana             | Nordland        | Rana markert med rødt på fylkeskartet            | Rana kommunevåpen            | neutrale          |
| 1828              | Nesna           | Nesna                 | Nordland        | Nesna markert med rødt på fylkeskartet           | Nesna kommunevåpen           | bokmål            |
| 1827              | Dønna           | Solfjellsjøen         | Nordland        | Dønna markert med rødt på fylkeskartet           | Dønna kommunevåpen           | bokmål            |
| 1832              | Hemnes          | Korgen                | Nordland        | Hemnes markert med rødt på fylkeskartet          | Hemnes kommunevåpen          | neutrale          |
| 1822              | Leirfjord       | Leland                | Nordland        | Leirfjord markert med rødt på fylkeskartet       | Leirfjord kommunevåpen       | neutrale          |
| 1818              | Herøy           | Silvalen              | Nordland        | Herøy markert med rødt på fylkeskartet           | Herøy kommunevåpen           | bokmål            |
| 1820              | Alstahaug       | Sandnessjøen          | Nordland        | Alstahaug markert med rødt på fylkeskartet       | Alstahaug kommunevåpen       | neutrale          |
| 1824              | Vefsn           | Mosjøen               | Nordland        | Vefsn markert med rødt på fylkeskartet           | Vefsn kommunevåpen           | neutrale          |
| 1816              | Vevelstad       | Vevelstad             | Nordland        | Vevelstad markert med rødt på fylkeskartet       | Vevelstad kommunevåpen       | bokmål            |
| 1815              | Vega            | Gladstad              | Nordland        | Vega markert med rødt på fylkeskartet            | Vega kommunevåpen            | bokmål            |
| 1826              | Hattfjelldal    | Hattfjelldal          | Nordland        | Hattfjelldal markert med rødt på fylkeskartet    | Hattfjelldal kommunevåpen    | neutrale (samisk) |
| 1813              | Brønnøy         | Brønnøysund           | Nordland        | Brønnøy markert med rødt på fylkeskartet         | Brønnøy kommunevåpen         | neutrale          |
| 1825              | Grane           | Trofors               | Nordland        | Grane markert med rødt på fylkeskartet           | Grane kommunevåpen           | neutrale          |
| 1812              | Sømna           | Vik                   | Nordland        | Sømna markert med rødt på fylkeskartet           | Sømna kommunevåpen           | bokmål            |
| 1811              | Bindal          | Terråk                | Nordland        | Bindal markert med rødt på fylkeskartet          | Bindal kommunevåpen          | bokmål            |
| 5052              | Leka            | Leknes                | Trøndelag       | Leka markert med rødt på fylkeskartet            | Leka kommunevåpen            | neutrale          |
| 5060              | Nærøysund       | Rørvik                | Trøndelag       | Nærøysund markert med rødt på fylkeskartet       | Nærøysund kommunevåpen       | neutrale          |
| 5043              | Røyrvik         | Røyrvik               | Trøndelag       | Røyrvik markert med rødt på fylkeskartet         | Røyrvik kommunevåpen         | neutrale (samisk) |
| 5044              | Namsskogan      | Namsskogan            | Trøndelag       | Namsskogan markert med rødt på fylkeskartet      | Namsskogan kommunevåpen      | neutrale          |
| 5046              | Høylandet       | Høylandet             | Trøndelag       | Høylandet markert med rødt på fylkeskartet       | Høylandet kommunevåpen       | neutrale          |
| 5049              | Flatanger       | Lauvsnes              | Trøndelag       | Flatanger markert med rødt på fylkeskartet       | Flatanger kommunevåpen       | neutrale          |
| 5047              | Overhalla       | Ranemsletta           | Trøndelag       | Overhalla markert med rødt på fylkeskartet       | Overhalla kommunevåpen       | neutrale          |
| 5045              | Grong           | Grong                 | Trøndelag       | Grong markert med rødt på fylkeskartet           | Grong kommunevåpen           | neutrale          |
| 5007              | Namsos          | Namsos                | Trøndelag       | Namsos markert med rødt på fylkeskartet          | Namsos kommunevåpen          | neutrale          |
| 5042              | Lierne          | Lierne                | Trøndelag       | Lierne markert med rødt på fylkeskartet          | Lierne kommunevåpen          | neutrale          |
| 5020              | Osen            | Steinsdalen           | Trøndelag       | Osen markert med rødt på fylkeskartet            | Osen kommunevåpen            | bokmål            |
| 5041              | Snåsa           | Snåsa                 | Trøndelag       | Snåsa markert med rødt på fylkeskartet           | Snåsa kommunevåpen           | neutrale (samisk) |
| 5058              | Åfjord          | Årnes                 | Trøndelag       | Åfjord markert med rødt på fylkeskartet          | Åfjord kommunevåpen          | neutrale          |
| 5006              | Steinkjer       | Steinkjer             | Trøndelag       | Steinkjer markert med rødt på fylkeskartet       | Steinkjer kommunevåpen       | neutrale          |
| 5053              | Inderøy         | Straumen              | Trøndelag       | Inderøy markert med rødt på fylkeskartet         | Inderøy kommunevåpen         | neutrale          |
| 5038              | Verdal          | Verdalsøra            | Trøndelag       | Verdal markert med rødt på fylkeskartet          | Verdal kommunevåpen          | neutrale          |
| 5014              | Frøya           | Sistranda             | Trøndelag       | Frøya markert med rødt på fylkeskartet           | Frøya kommunevåpen           | bokmål            |
| 5057              | Ørland          | Brekstad              | Trøndelag       | Ørland markert med rødt på fylkeskartet          | Ørland kommunevåpen          | bokmål            |
| 5037              | Levanger        | Levanger              | Trøndelag       | Levanger markert med rødt på fylkeskartet        | Levanger kommunevåpen        | neutrale          |
| 5054              | Indre Fosen     | Årnset                | Trøndelag       | Indre Fosen markert med rødt på fylkeskartet     | Indre Fosen kommunevåpen     | neutrale          |
| 5036              | Frosta          | Frosta                | Trøndelag       | Frosta markert med rødt på fylkeskartet          | Frosta kommunevåpen          | neutrale          |
| 5056              | Hitra           | Fillan                | Trøndelag       | Hitra markert med rødt på fylkeskartet           | Hitra kommunevåpen           | neutrale          |
| 5035              | Stjørdal        | Stjørdalshalsen       | Trøndelag       | Stjørdal markert med rødt på fylkeskartet        | Stjørdal kommunevåpen        | neutrale          |
| 5034              | Meråker         | Midtbygda             | Trøndelag       | Meråker markert med rødt på fylkeskartet         | Meråker kommunevåpen         | bokmål            |
| 5031              | Malvik          | Hommelvik             | Trøndelag       | Malvik markert med rødt på fylkeskartet          | Malvik kommunevåpen          | bokmål            |
| 1573              | Smøla           | Hopen                 | Møre og Romsdal | Smøla markert med rødt på fylkeskartet           | Smøla kommunevåpen           | neutrale          |
| 5001              | Trondheim       | Trondheim             | Trøndelag       | Trondheim markert med rødt på fylkeskartet       | Trondheim kommunevåpen       | neutrale          |
| 5029              | Skaun           | Børsa                 | Trøndelag       | Skaun markert med rødt på fylkeskartet           | Skaun kommunevåpen           | neutrale          |
| 5059              | Orkland         | Orkanger              | Trøndelag       | Orkland markert med rødt på fylkeskartet         | Orkland kommunevåpen         | neutrale          |
| 1576              | Aure            | Aure                  | Møre og Romsdal | Aure markert med rødt på fylkeskartet            | Aure kommunevåpen            | neutrale          |
| 5055              | Heim            | Kyrksæterøra          | Trøndelag       | Heim markert med rødt på fylkeskartet            | Heim kommunevåpen            | neutrale          |
| 5032              | Selbu           | Mebond                | Trøndelag       | Selbu markert med rødt på fylkeskartet           | Selbu kommunevåpen           | neutrale          |
| 5028              | Melhus          | Melhus                | Trøndelag       | Melhus markert med rødt på fylkeskartet          | Melhus kommunevåpen          | neutrale          |
| 1505              | Kristiansund    | Kristiansund          | Møre og Romsdal | Kristiansund markert med rødt på fylkeskartet    | Kristiansund kommunevåpen    | neutrale          |
| 5061              | Rindal          | Rindal                | Trøndelag       | Rindal markert med rødt på fylkeskartet          | Rindal kommunevåpen          | neutrale          |
| 1554              | Averøy          | Bruhagen              | Møre og Romsdal | Averøy markert med rødt på fylkeskartet          | Averøy kommunevåpen          | neutrale          |
| 1560              | Tingvoll        | Tingvoll              | Møre og Romsdal | Tingvoll markert med rødt på fylkeskartet        | Tingvoll kommunevåpen        | neutrale          |
| 5033              | Tydal           | Ås                    | Trøndelag       | Tydal markert med rødt på fylkeskartet           | Tydal kommunevåpen           | bokmål            |
| 1566              | Surnadal        | Skei                  | Møre og Romsdal | Surnadal markert med rødt på fylkeskartet        | Surnadal kommunevåpen        | nynorsk           |
| 5027              | Midtre Gauldal  | Støren                | Trøndelag       | Midtre Gauldal markert med rødt på fylkeskartet  | Midtre Gauldal kommunevåpen  | bokmål            |
| 1557              | Gjemnes         | Batnfjordsøra         | Møre og Romsdal | Gjemnes markert med rødt på fylkeskartet         | Gjemnes kommunevåpen         | neutrale          |
| 1579              | Hustadvika      | Elnesvågen            | Møre og Romsdal | Hustadvika markert med rødt på fylkeskartet      | Hustadvika kommunevåpen      | neutrale          |
| 5026              | Holtålen        | Ålen                  | Trøndelag       | Holtålen markert med rødt på fylkeskartet        | Holtålen kommunevåpen        | neutrale          |
| 5022              | Rennebu         | Berkåk                | Trøndelag       | Rennebu markert med rødt på fylkeskartet         | Rennebu kommunevåpen         | neutrale          |
| 1547              | Aukra           | Falkhytta             | Møre og Romsdal | Aukra markert med rødt på fylkeskartet           | Aukra kommunevåpen           | nynorsk           |
| 1506              | Molde           | Molde                 | Møre og Romsdal | Molde markert med rødt på fylkeskartet           | Molde kommunevåpen           | neutrale          |
| 1563              | Sunndal         | Sunndalsøra           | Møre og Romsdal | Sunndal markert med rødt på fylkeskartet         | Sunndal kommunevåpen         | neutrale          |
| 5021              | Oppdal          | Oppdal                | Trøndelag       | Oppdal markert med rødt på fylkeskartet          | Oppdal kommunevåpen          | neutrale          |
| 5025              | Røros           | Røros                 | Trøndelag       | Røros markert med rødt på fylkeskartet           | Røros kommunevåpen           | neutrale (samisk) |
| 1535              | Vestnes         | Vestnes               | Møre og Romsdal | Vestnes markert med rødt på fylkeskartet         | Vestnes kommunevåpen         | nynorsk           |
| 1580              | Haram           | Brattvåg              | Møre og Romsdal | Haram markert med rødt på fylkeskartet           | Haram kommunevåpen           | neutrale          |
| 1539              | Rauma           | Åndalsnes             | Møre og Romsdal | Rauma markert med rødt på fylkeskartet           | Rauma kommunevåpen           | neutrale          |
| 1532              | Giske           | Valderøya             | Møre og Romsdal | Giske markert med rødt på fylkeskartet           | Giske kommunevåpen           | nynorsk           |
| 1508              | Ålesund         | Ålesund               | Møre og Romsdal | Ålesund markert med rødt på fylkeskartet         | Ålesund kommunevåpen         | neutrale          |
| 3430              | Os              | Os                    | Innlandet       | Os markert med rødt på fylkeskartet              | Os kommunevåpen              | neutrale          |
| 1531              | Sula            | Langevåg              | Møre og Romsdal | Sula markert med rødt på fylkeskartet            | Sula kommunevåpen            | nynorsk           |
| 1528              | Sykkylven       | Aure                  | Møre og Romsdal | Sykkylven markert med rødt på fylkeskartet       | Sykkylven kommunevåpen       | nynorsk           |
| 3426              | Tolga           | Tolga                 | Innlandet       | Tolga markert med rødt på fylkeskartet           | Tolga kommunevåpen           | neutrale          |
| 1517              | Hareid          | Hareid                | Møre og Romsdal | Hareid markert med rødt på fylkeskartet          | Hareid kommunevåpen          | nynorsk           |
| 1516              | Ulstein         | Ulsteinvik            | Møre og Romsdal | Ulstein markert med rødt på fylkeskartet         | Ulstein kommunevåpen         | nynorsk           |
| 1578              | Fjord           | Sylte                 | Møre og Romsdal | Fjord markert med rødt på fylkeskartet           | Fjord kommunevåpen           | nynorsk           |
| 1515              | Herøy           | Fosnavåg              | Møre og Romsdal | Herøy markert med rødt på fylkeskartet           | Herøy kommunevåpen           | nynorsk           |
| 3427              | Tynset          | Tynset                | Innlandet       | Tynset markert med rødt på fylkeskartet          | Tynset kommunevåpen          | neutrale          |
| 1525              | Stranda         | Stranda               | Møre og Romsdal | Stranda markert med rødt på fylkeskartet         | Stranda kommunevåpen         | nynorsk           |
| 1514              | Sande           | Larsnes               | Møre og Romsdal | Sande markert med rødt på fylkeskartet           | Sande kommunevåpen           | nynorsk           |
| 1520              | Ørsta           | Ørsta                 | Møre og Romsdal | Ørsta markert med rødt på fylkeskartet           | Ørsta kommunevåpen           | nynorsk           |
| 3432              | Lesja           | Lesja                 | Innlandet       | Lesja markert med rødt på fylkeskartet           | Lesja kommunevåpen           | neutrale          |
| 3429              | Folldal         | Folldal               | Innlandet       | Folldal markert med rødt på fylkeskartet         | Folldal kommunevåpen         | neutrale          |
| 3428              | Alvdal          | Alvdal                | Innlandet       | Alvdal markert med rødt på fylkeskartet          | Alvdal kommunevåpen          | neutrale          |
| 1577              | Volda           | Volda                 | Møre og Romsdal | Volda markert med rødt på fylkeskartet           | Volda kommunevåpen           | nynorsk           |
| 1511              | Vanylven        | Fiskåbygd             | Møre og Romsdal | Vanylven markert med rødt på fylkeskartet        | Vanylven kommunevåpen        | nynorsk           |
| 3431              | Dovre           | Dovre                 | Innlandet       | Dovre markert med rødt på fylkeskartet           | Dovre kommunevåpen           | neutrale          |
| 4649              | Stad            | Nordfjordeid          | Vestland        | Stad markert med rødt på fylkeskartet            | Stad kommunevåpen            | nynorsk           |
| 3433              | Skjåk           | Bismo                 | Innlandet       | Skjåk markert med rødt på fylkeskartet           | Skjåk kommunevåpen           | nynorsk           |
| 4651              | Stryn           | Stryn                 | Vestland        | Stryn markert med rødt på fylkeskartet           | Stryn kommunevåpen           | nynorsk           |
| 3425              | Engerdal        | Engerdal              | Innlandet       | Engerdal markert med rødt på fylkeskartet        | Engerdal kommunevåpen        | bokmål            |
| 3435              | Vågå            | Vågåmo                | Innlandet       | Vågå markert med rødt på fylkeskartet            | Vågå kommunevåpen            | nynorsk           |
| 4648              | Bremanger       | Svelgen               | Vestland        | Bremanger markert med rødt på fylkeskartet       | Bremanger kommunevåpen       | nynorsk           |
| 3434              | Lom             | Fossbergom            | Innlandet       | Lom markert med rødt på fylkeskartet             | Lom kommunevåpen             | nynorsk           |
| 3437              | Sel             | Otta                  | Innlandet       | Sel markert med rødt på fylkeskartet             | Sel kommunevåpen             | neutrale          |
| 3424              | Rendalen        | Bergset               | Innlandet       | Rendalen markert med rødt på fylkeskartet        | Rendalen kommunevåpen        | bokmål            |
| 4650              | Gloppen         | Sandane               | Vestland        | Gloppen markert med rødt på fylkeskartet         | Gloppen kommunevåpen         | nynorsk           |
| 4602              | Kinn            | Florø                 | Vestland        | Kinn markert med rødt på fylkeskartet            | Kinn kommunevåpen            | nynorsk           |
| 3436              | Nord-Fron       | Vinstra               | Innlandet       | Nord-Fron markert med rødt på fylkeskartet       | Nord-Fron kommunevåpen       | nynorsk           |
| 3423              | Stor-Elvdal     | Koppang               | Innlandet       | Stor-Elvdal markert med rødt på fylkeskartet     | Stor-Elvdal kommunevåpen     | bokmål            |
| 3439              | Ringebu         | Vålebrua              | Innlandet       | Ringebu markert med rødt på fylkeskartet         | Ringebu kommunevåpen         | neutrale          |
| 3438              | Sør-Fron        | Hundorp               | Innlandet       | Sør-Fron markert med rødt på fylkeskartet        | Sør-Fron kommunevåpen        | neutrale          |
| 4647              | Sunnfjord       | Førde                 | Vestland        | Sunnfjord markert med rødt på fylkeskartet       | Sunnfjord kommunevåpen       | nynorsk           |
| 4644              | Luster          | Gaupne                | Vestland        | Luster markert med rødt på fylkeskartet          | Luster kommunevåpen          | nynorsk           |
| 4645              | Askvoll         | Askvoll               | Vestland        | Askvoll markert med rødt på fylkeskartet         | Askvoll kommunevåpen         | nynorsk           |
| 3421              | Trysil          | Innbygda              | Innlandet       | Trysil markert med rødt på fylkeskartet          | Trysil kommunevåpen          | bokmål            |
| 4646              | Fjaler          | Dale                  | Vestland        | Fjaler markert med rødt på fylkeskartet          | Fjaler kommunevåpen          | nynorsk           |
| 4643              | Årdal           | Årdalstangen          | Vestland        | Årdal markert med rødt på fylkeskartet           | Årdal kommunevåpen           | nynorsk           |
| 3441              | Gausdal         | Segalstad bru         | Innlandet       | Gausdal markert med rødt på fylkeskartet         | Gausdal kommunevåpen         | neutrale          |
| 3440              | Øyer            | Tingberg              | Innlandet       | Øyer markert med rødt på fylkeskartet            | Øyer kommunevåpen            | neutrale          |
| 4640              | Sogndal         | Sogndalsfjøra         | Vestland        | Sogndal markert med rødt på fylkeskartet         | Sogndal kommunevåpen         | nynorsk           |
| 3422              | Åmot            | Rena                  | Innlandet       | Åmot markert med rødt på fylkeskartet            | Åmot kommunevåpen            | bokmål            |
| 3453              | Øystre Slidre   | Heggenes              | Innlandet       | Øystre Slidre markert med rødt på fylkeskartet   | Øystre Slidre kommunevåpen   | nynorsk           |
| 3454              | Vang            | Vang                  | Innlandet       | Vang markert med rødt på fylkeskartet            | Vang kommunevåpen            | nynorsk           |
| 4637              | Hyllestad       | Hyllestad             | Vestland        | Hyllestad markert med rødt på fylkeskartet       | Hyllestad kommunevåpen       | nynorsk           |
| 4638              | Høyanger        | Høyanger              | Vestland        | Høyanger markert med rødt på fylkeskartet        | Høyanger kommunevåpen        | nynorsk           |
| 3405              | Lillehammer     | Lillehammer           | Innlandet       | Lillehammer markert med rødt på fylkeskartet     | Lillehammer kommunevåpen     | bokmål            |
| 4642              | Lærdal          | Lærdalsøyri           | Vestland        | Lærdal markert med rødt på fylkeskartet          | Lærdal kommunevåpen          | nynorsk           |
| 4636              | Solund          | Hardbakke             | Vestland        | Solund markert med rødt på fylkeskartet          | Solund kommunevåpen          | nynorsk           |
| 4639              | Vik             | Vikøyri               | Vestland        | Vik markert med rødt på fylkeskartet             | Vik kommunevåpen             | nynorsk           |
| 3452              | Vestre Slidre   | Slidre                | Innlandet       | Vestre Slidre markert med rødt på fylkeskartet   | Vestre Slidre kommunevåpen   | nynorsk           |
| 3450              | Etnedal         | Bruflat               | Innlandet       | Etnedal markert med rødt på fylkeskartet         | Etnedal kommunevåpen         | neutrale          |
| 3411              | Ringsaker       | Brumunddal            | Innlandet       | Ringsaker markert med rødt på fylkeskartet       | Ringsaker kommunevåpen       | bokmål            |
| 4635              | Gulen           | Eivindvik             | Vestland        | Gulen markert med rødt på fylkeskartet           | Gulen kommunevåpen           | nynorsk           |
| 3451              | Nord-Aurdal     | Fagernes              | Innlandet       | Nord-Aurdal markert med rødt på fylkeskartet     | Nord-Aurdal kommunevåpen     | neutrale          |
| 3448              | Nordre Land     | Dokka                 | Innlandet       | Nordre Land markert med rødt på fylkeskartet     | Nordre Land kommunevåpen     | bokmål            |
| 3420              | Elverum         | Elverum               | Innlandet       | Elverum markert med rødt på fylkeskartet         | Elverum kommunevåpen         | neutrale          |
| 4641              | Aurland         | Aurlandsvangen        | Vestland        | Aurland markert med rødt på fylkeskartet         | Aurland kommunevåpen         | nynorsk           |
| 3326              | Hemsedal        | Trøim                 | Buskerud        | Hemsedal markert med rødt på fylkeskartet        | Hemsedal kommunevåpen        | nynorsk           |
| 3412              | Løten           | Løten                 | Innlandet       | Løten markert med rødt på fylkeskartet           | Løten kommunevåpen           | bokmål            |
| 4634              | Masfjorden      | Masfjordnes           | Vestland        | Masfjorden markert med rødt på fylkeskartet      | Masfjorden kommunevåpen      | nynorsk           |
| 4629              | Modalen         | Mo                    | Vestland        | Modalen markert med rødt på fylkeskartet         | Modalen kommunevåpen         | nynorsk           |
| 3407              | Gjøvik          | Gjøvik                | Innlandet       | Gjøvik markert med rødt på fylkeskartet          | Gjøvik kommunevåpen          | bokmål            |
| 3403              | Hamar           | Hamar                 | Innlandet       | Hamar markert med rødt på fylkeskartet           | Hamar kommunevåpen           | neutrale          |
| 4632              | Austrheim       | Årås                  | Vestland        | Austrheim markert med rødt på fylkeskartet       | Austrheim kommunevåpen       | nynorsk           |
| 4633              | Fedje           | Fedje                 | Vestland        | Fedje markert med rødt på fylkeskartet           | Fedje kommunevåpen           | nynorsk           |
| 3324              | Gol             | Gol                   | Buskerud        | Gol markert med rødt på fylkeskartet             | Gol kommunevåpen             | nynorsk           |
| 3449              | Sør-Aurdal      | Bagn                  | Innlandet       | Sør-Aurdal markert med rødt på fylkeskartet      | Sør-Aurdal kommunevåpen      | neutrale          |
| 3419              | Våler           | Våler                 | Innlandet       | Våler markert med rødt på fylkeskartet           | Våler kommunevåpen           | bokmål            |
| 3413              | Stange          | Stange                | Innlandet       | Stange markert med rødt på fylkeskartet          | Stange kommunevåpen          | bokmål            |
| 3447              | Søndre Land     | Hov                   | Innlandet       | Søndre Land markert med rødt på fylkeskartet     | Søndre Land kommunevåpen     | bokmål            |
| 3443              | Vestre Toten    | Raufoss               | Innlandet       | Vestre Toten markert med rødt på fylkeskartet    | Vestre Toten kommunevåpen    | bokmål            |
| 3328              | Ål              | Ål                    | Buskerud        | Ål markert med rødt på fylkeskartet              | Ål kommunevåpen              | nynorsk           |
| 4621              | Voss            | Vossevangen           | Vestland        | Voss markert med rødt på fylkeskartet            | Voss kommunevåpen            | nynorsk           |
| 3442              | Østre Toten     | Lena                  | Innlandet       | Østre Toten markert med rødt på fylkeskartet     | Østre Toten kommunevåpen     | bokmål            |
| 4631              | Alver           | Knarvik               | Vestland        | Alver markert med rødt på fylkeskartet           | Alver kommunevåpen           | nynorsk           |
| 3418              | Åsnes           | Flisa                 | Innlandet       | Åsnes markert med rødt på fylkeskartet           | Åsnes kommunevåpen           | bokmål            |
| 4628              | Vaksdal         | Dale                  | Vestland        | Vaksdal markert med rødt på fylkeskartet         | Vaksdal kommunevåpen         | nynorsk           |
| 4620              | Ulvik           | Ulvik                 | Vestland        | Ulvik markert med rødt på fylkeskartet           | Ulvik kommunevåpen           | nynorsk           |
| 3322              | Nesbyen         | Nesbyen               | Buskerud        | Nesbyen markert med rødt på fylkeskartet         | Nesbyen kommunevåpen         | bokmål            |
| 3330              | Hol             | Hol                   | Buskerud        | Hol markert med rødt på fylkeskartet             | Hol kommunevåpen             | neutrale          |
| 4630              | Osterøy         | Lonevåg               | Vestland        | Osterøy markert med rødt på fylkeskartet         | Osterøy kommunevåpen         | nynorsk           |
| 3417              | Grue            | Kirkenær              | Innlandet       | Grue markert med rødt på fylkeskartet            | Grue kommunevåpen            | bokmål            |
| 4627              | Askøy           | Kleppestø             | Vestland        | Askøy markert med rødt på fylkeskartet           | Askøy kommunevåpen           | neutrale          |
| 3242              | Hurdal          | Hurdal                | Akershus        | Hurdal markert med rødt på fylkeskartet          | Hurdal kommunevåpen          | bokmål            |
| 4619              | Eidfjord        | Eidfjord              | Vestland        | Eidfjord markert med rødt på fylkeskartet        | Eidfjord kommunevåpen        | nynorsk           |
| 3414              | Nord-Odal       | Sand                  | Innlandet       | Nord-Odal markert med rødt på fylkeskartet       | Nord-Odal kommunevåpen       | bokmål            |
| 3320              | Flå             | Flå                   | Buskerud        | Flå markert med rødt på fylkeskartet             | Flå kommunevåpen             | bokmål            |
| 3446              | Gran            | Jaren                 | Innlandet       | Gran markert med rødt på fylkeskartet            | Gran kommunevåpen            | bokmål            |
| 4623              | Samnanger       | Tysse                 | Vestland        | Samnanger markert med rødt på fylkeskartet       | Samnanger kommunevåpen       | nynorsk           |
| 4601              | Bergen          | Bergen                | Vestland        | Bergen markert med rødt på fylkeskartet          | Bergen kommunevåpen          | neutrale          |
| 4626              | Øygarden        | Straume               | Vestland        | Øygarden markert med rødt på fylkeskartet        | Øygarden kommunevåpen        | nynorsk           |
| 4622              | Kvam            | Norheimsund           | Vestland        | Kvam markert med rødt på fylkeskartet            | Kvam kommunevåpen            | nynorsk           |
| 3240              | Eidsvoll        | Eidsvoll              | Akershus        | Eidsvoll markert med rødt på fylkeskartet        | Eidsvoll kommunevåpen        | bokmål            |
| 3338              | Nore og Uvdal   | Rødberg               | Buskerud        | Nore og Uvdal markert med rødt på fylkeskartet   | Nore og Uvdal kommunevåpen   | neutrale          |
| 3234              | Lunner          | Roa                   | Akershus        | Lunner markert med rødt på fylkeskartet          | Lunner kommunevåpen          | bokmål            |
| 3236              | Jevnaker        | Jevnaker              | Akershus        | Jevnaker markert med rødt på fylkeskartet        | Jevnaker kommunevåpen        | bokmål            |
| 3415              | Sør-Odal        | Skarnes               | Innlandet       | Sør-Odal markert med rødt på fylkeskartet        | Sør-Odal kommunevåpen        | bokmål            |
| 3238              | Nannestad       | Teigebyen             | Akershus        | Nannestad markert med rødt på fylkeskartet       | Nannestad kommunevåpen       | bokmål            |
| 3305              | Ringerike       | Hønefoss              | Buskerud        | Ringerike markert med rødt på fylkeskartet       | Ringerike kommunevåpen       | bokmål            |
| 3401              | Kongsvinger     | Kongsvinger           | Innlandet       | Kongsvinger markert med rødt på fylkeskartet     | Kongsvinger kommunevåpen     | bokmål            |
| 3332              | Sigdal          | Prestfoss             | Buskerud        | Sigdal markert med rødt på fylkeskartet          | Sigdal kommunevåpen          | bokmål            |
| 4624              | Bjørnafjorden   | Osøyro                | Vestland        | Bjørnafjorden markert med rødt på fylkeskartet   | Bjørnafjorden kommunevåpen   | nynorsk           |
| 3318              | Krødsherad      | Noresund              | Buskerud        | Krødsherad markert med rødt på fylkeskartet      | Krødsherad kommunevåpen      | neutrale          |
| 3209              | Ullensaker      | Jessheim              | Akershus        | Ullensaker markert med rødt på fylkeskartet      | Ullensaker kommunevåpen      | bokmål            |
| 3228              | Nes             | Årnes                 | Akershus        | Nes markert med rødt på fylkeskartet             | Nes kommunevåpen             | bokmål            |
| 4618              | Ullensvang      | Kinsarvik             | Vestland        | Ullensvang markert med rødt på fylkeskartet      | Ullensvang kommunevåpen      | nynorsk           |
| 3230              | Gjerdrum        | Ask                   | Akershus        | Gjerdrum markert med rødt på fylkeskartet        | Gjerdrum kommunevåpen        | bokmål            |
| 3310              | Hole            | Vik                   | Buskerud        | Hole markert med rødt på fylkeskartet            | Hole kommunevåpen            | bokmål            |
| 4625              | Austevoll       | Storebø               | Vestland        | Austevoll markert med rødt på fylkeskartet       | Austevoll kommunevåpen       | nynorsk           |
| 3232              | Nittedal        | Rotnes                | Akershus        | Nittedal markert med rødt på fylkeskartet        | Nittedal kommunevåpen        | bokmål            |
| 3336              | Rollag          | Rollag                | Buskerud        | Rollag markert med rødt på fylkeskartet          | Rollag kommunevåpen          | neutrale          |
| 4616              | Tysnes          | Uggdal                | Vestland        | Tysnes markert med rødt på fylkeskartet          | Tysnes kommunevåpen          | nynorsk           |
| 3416              | Eidskog         | Skotterud             | Innlandet       | Eidskog markert med rødt på fylkeskartet         | Eidskog kommunevåpen         | bokmål            |
| 3205              | Lillestrøm      | Lillestrøm            | Akershus        | Lillestrøm markert med rødt på fylkeskartet      | Lillestrøm kommunevåpen      | neutrale          |
| 3316              | Modum           | Vikersund             | Buskerud        | Modum markert med rødt på fylkeskartet           | Modum kommunevåpen           | bokmål            |
| 4026              | Tinn            | Rjukan                | Telemark        | Tinn markert med rødt på fylkeskartet            | Tinn kommunevåpen            | neutrale          |
| 3222              | Lørenskog       | Solheim               | Akershus        | Lørenskog markert med rødt på fylkeskartet       | Lørenskog kommunevåpen       | neutrale          |
| 3224              | Rælingen        | Fjerdingby            | Akershus        | Rælingen markert med rødt på fylkeskartet        | Rælingen kommunevåpen        | neutrale          |
| 3201              | Bærum           | Sandvika              | Akershus        | Bærum markert med rødt på fylkeskartet           | Bærum kommunevåpen           | bokmål            |
| 0301              | Oslo            | Oslo                  | Oslo            | Oslo markert med rødt på fylkeskartet            | Oslo kommunevåpen            | neutrale          |
| 4615              | Fitjar          | Fitjar                | Vestland        | Fitjar markert med rødt på fylkeskartet          | Fitjar kommunevåpen          | nynorsk           |
| 4617              | Kvinnherad      | Rosendal              | Vestland        | Kvinnherad markert med rødt på fylkeskartet      | Kvinnherad kommunevåpen      | nynorsk           |
| 3226              | Aurskog-Høland  | Bjørkelangen          | Akershus        | Aurskog-Høland markert med rødt på fylkeskartet  | Aurskog-Høland kommunevåpen  | neutrale          |
| 3334              | Flesberg        | Lampeland             | Buskerud        | Flesberg markert med rødt på fylkeskartet        | Flesberg kommunevåpen        | bokmål            |
| 3212              | Nesodden        | Nesoddtangen          | Akershus        | Nesodden markert med rødt på fylkeskartet        | Nesodden kommunevåpen        | bokmål            |
| 3312              | Lier            | Lierbyen              | Buskerud        | Lier markert med rødt på fylkeskartet            | Lier kommunevåpen            | bokmål            |
| 4614              | Stord           | Leirvik               | Vestland        | Stord markert med rødt på fylkeskartet           | Stord kommunevåpen           | nynorsk           |
| 3220              | Enebakk         | Kirkebygda            | Akershus        | Enebakk markert med rødt på fylkeskartet         | Enebakk kommunevåpen         | bokmål            |
| 3203              | Asker           | Asker                 | Akershus        | Asker markert med rødt på fylkeskartet           | Asker kommunevåpen           | neutrale          |
| 3314              | Øvre Eiker      | Hokksund              | Buskerud        | Øvre Eiker markert med rødt på fylkeskartet      | Øvre Eiker kommunevåpen      | bokmål            |
| 3207              | Nordre Follo    | Ski                   | Akershus        | Nordre Follo markert med rødt på fylkeskartet    | Nordre Follo kommunevåpen    | neutrale          |
| 4613              | Bømlo           | Svortland             | Vestland        | Bømlo markert med rødt på fylkeskartet           | Bømlo kommunevåpen           | nynorsk           |
| 3301              | Drammen         | Drammen               | Buskerud        | Drammen markert med rødt på fylkeskartet         | Drammen kommunevåpen         | neutrale          |
| 4036              | Vinje           | Åmot                  | Telemark        | Vinje markert med rødt på fylkeskartet           | Vinje kommunevåpen           | nynorsk           |
| 4024              | Hjartdal        | Sauland               | Telemark        | Hjartdal markert med rødt på fylkeskartet        | Hjartdal kommunevåpen        | nynorsk           |
| 4611              | Etne            | Etnesjøen             | Vestland        | Etne markert med rødt på fylkeskartet            | Etne kommunevåpen            | nynorsk           |
| 3218              | Ås              | Ås                    | Akershus        | Ås markert med rødt på fylkeskartet              | Ås kommunevåpen              | neutrale          |
| 3214              | Frogn           | Drøbak                | Akershus        | Frogn markert med rødt på fylkeskartet           | Frogn kommunevåpen           | bokmål            |
| 1135              | Sauda           | Sauda                 | Rogaland        | Sauda markert med rødt på fylkeskartet           | Sauda kommunevåpen           | nynorsk           |
| 3303              | Kongsberg       | Kongsberg             | Buskerud        | Kongsberg markert med rødt på fylkeskartet       | Kongsberg kommunevåpen       | bokmål            |
| 3118              | Indre Østfold   | Askim                 | Østfold         | Indre Østfold markert med rødt på fylkeskartet   | Indre Østfold kommunevåpen   | bokmål            |
| 4005              | Notodden        | Notodden              | Telemark        | Notodden markert med rødt på fylkeskartet        | Notodden kommunevåpen        | neutrale          |
| 4612              | Sveio           | Sveio                 | Vestland        | Sveio markert med rødt på fylkeskartet           | Sveio kommunevåpen           | nynorsk           |
| 3216              | Vestby          | Vestby                | Akershus        | Vestby markert med rødt på fylkeskartet          | Vestby kommunevåpen          | bokmål            |
| 1160              | Vindafjord      | Ølensjøen             | Rogaland        | Vindafjord markert med rødt på fylkeskartet      | Vindafjord kommunevåpen      | nynorsk           |
| 3903              | Holmestrand     | Holmestrand           | Vestfold        | Holmestrand markert med rødt på fylkeskartet     | Holmestrand kommunevåpen     | bokmål            |
| 4022              | Seljord         | Seljord               | Telemark        | Seljord markert med rødt på fylkeskartet         | Seljord kommunevåpen         | nynorsk           |
| 4222              | Bykle           | Bykle                 | Agder           | Bykle markert med rødt på fylkeskartet           | Bykle kommunevåpen           | nynorsk           |
| 3122              | Marker          | Ørje                  | Østfold         | Marker markert med rødt på fylkeskartet          | Marker kommunevåpen          | bokmål            |
| 3116              | Skiptvet        | Meieribyen            | Østfold         | Skiptvet markert med rødt på fylkeskartet        | Skiptvet kommunevåpen        | bokmål            |
| 3114              | Våler           | Kirkebygden           | Østfold         | Våler markert med rødt på fylkeskartet           | Våler kommunevåpen           | bokmål            |
| 1134              | Suldal          | Sand                  | Rogaland        | Suldal markert med rødt på fylkeskartet          | Suldal kommunevåpen          | nynorsk           |
| 4034              | Tokke           | Dalen                 | Telemark        | Tokke markert med rødt på fylkeskartet           | Tokke kommunevåpen           | nynorsk           |
| 4020              | Midt-Telemark   | Bø                    | Telemark        | Midt-Telemark markert med rødt på fylkeskartet   | Midt-Telemark kommunevåpen   | nynorsk           |
| 3103              | Moss            | Moss                  | Østfold         | Moss markert med rødt på fylkeskartet            | Moss kommunevåpen            | neutrale          |
| 1106              | Haugesund       | Haugesund             | Rogaland        | Haugesund markert med rødt på fylkeskartet       | Haugesund kommunevåpen       | bokmål            |
| 3120              | Rakkestad       | Rakkestad             | Østfold         | Rakkestad markert med rødt på fylkeskartet       | Rakkestad kommunevåpen       | bokmål            |
| 3901              | Horten          | Horten                | Vestfold        | Horten markert med rødt på fylkeskartet          | Horten kommunevåpen          | bokmål            |
| 1146              | Tysvær          | Aksdal                | Rogaland        | Tysvær markert med rødt på fylkeskartet          | Tysvær kommunevåpen          | neutrale          |
| 4028              | Kviteseid       | Kviteseid             | Telemark        | Kviteseid markert med rødt på fylkeskartet       | Kviteseid kommunevåpen       | nynorsk           |
| 3112              | Råde            | Karlshus              | Østfold         | Råde markert med rødt på fylkeskartet            | Råde kommunevåpen            | bokmål            |
| 1151              | Utsira          | Utsira                | Rogaland        | Utsira markert med rødt på fylkeskartet          | Utsira kommunevåpen          | neutrale          |
| 3905              | Tønsberg        | Tønsberg              | Vestfold        | Tønsberg markert med rødt på fylkeskartet        | Tønsberg kommunevåpen        | neutrale          |
| 1149              | Karmøy          | Kopervik              | Rogaland        | Karmøy markert med rødt på fylkeskartet          | Karmøy kommunevåpen          | neutrale          |
| 4018              | Nome            | Ulefoss               | Telemark        | Nome markert med rødt på fylkeskartet            | Nome kommunevåpen            | neutrale          |
| 4010              | Siljan          | Siljan                | Telemark        | Siljan markert med rødt på fylkeskartet          | Siljan kommunevåpen          | bokmål            |
| 3105              | Sarpsborg       | Sarpsborg             | Østfold         | Sarpsborg markert med rødt på fylkeskartet       | Sarpsborg kommunevåpen       | bokmål            |
| 3124              | Aremark         | Fossby                | Østfold         | Aremark markert med rødt på fylkeskartet         | Aremark kommunevåpen         | bokmål            |
| 3107              | Fredrikstad     | Fredrikstad           | Østfold         | Fredrikstad markert med rødt på fylkeskartet     | Fredrikstad kommunevåpen     | bokmål            |
| 1145              | Bokn            | Føresvik              | Rogaland        | Bokn markert med rødt på fylkeskartet            | Bokn kommunevåpen            | nynorsk           |
| 1133              | Hjelmeland      | Hjelmelandsvågen      | Rogaland        | Hjelmeland markert med rødt på fylkeskartet      | Hjelmeland kommunevåpen      | nynorsk           |
| 4003              | Skien           | Skien                 | Telemark        | Skien markert med rødt på fylkeskartet           | Skien kommunevåpen           | neutrale          |
| 3911              | Færder          | Borgheim              | Vestfold        | Færder markert med rødt på fylkeskartet          | Færder kommunevåpen          | neutrale          |
| 4221              | Valle           | Valle                 | Agder           | Valle markert med rødt på fylkeskartet           | Valle kommunevåpen           | nynorsk           |
| 3907              | Sandefjord      | Sandefjord            | Vestfold        | Sandefjord markert med rødt på fylkeskartet      | Sandefjord kommunevåpen      | bokmål            |
| 4032              | Fyresdal        | Folkestadbyen         | Telemark        | Fyresdal markert med rødt på fylkeskartet        | Fyresdal kommunevåpen        | nynorsk           |
| 3101              | Halden          | Halden                | Østfold         | Halden markert med rødt på fylkeskartet          | Halden kommunevåpen          | bokmål            |
| 4001              | Porsgrunn       | Porsgrunn             | Telemark        | Porsgrunn markert med rødt på fylkeskartet       | Porsgrunn kommunevåpen       | bokmål            |
| 4016              | Drangedal       | Prestestranda         | Telemark        | Drangedal markert med rødt på fylkeskartet       | Drangedal kommunevåpen       | neutrale          |
| 3909              | Larvik          | Larvik                | Vestfold        | Larvik markert med rødt på fylkeskartet          | Larvik kommunevåpen          | neutrale          |
| 3110              | Hvaler          | Skjærhalden           | Østfold         | Hvaler markert med rødt på fylkeskartet          | Hvaler kommunevåpen          | bokmål            |
| 1144              | Kvitsøy         | Ydstebøhavn           | Rogaland        | Kvitsøy markert med rødt på fylkeskartet         | Kvitsøy kommunevåpen         | neutrale          |
| 4030              | Nissedal        | Treungen              | Telemark        | Nissedal markert med rødt på fylkeskartet        | Nissedal kommunevåpen        | nynorsk           |
| 1130              | Strand          | Jørpeland             | Rogaland        | Strand markert med rødt på fylkeskartet          | Strand kommunevåpen          | neutrale          |
| 4012              | Bamble          | Langesund             | Telemark        | Bamble markert med rødt på fylkeskartet          | Bamble kommunevåpen          | neutrale          |
| 1127              | Randaberg       | Randaberg             | Rogaland        | Randaberg markert med rødt på fylkeskartet       | Randaberg kommunevåpen       | neutrale          |
| 1103              | Stavanger       | Stavanger             | Rogaland        | Stavanger markert med rødt på fylkeskartet       | Stavanger kommunevåpen       | neutrale          |
| 1124              | Sola            | Solakrossen           | Rogaland        | Sola markert med rødt på fylkeskartet            | Sola kommunevåpen            | neutrale          |
| 4014              | Kragerø         | Kragerø               | Telemark        | Kragerø markert med rødt på fylkeskartet         | Kragerø kommunevåpen         | neutrale          |
| 1108              | Sandnes         | Sandnes               | Rogaland        | Sandnes markert med rødt på fylkeskartet         | Sandnes kommunevåpen         | neutrale          |
| 4211              | Gjerstad        | Gjerstad              | Agder           | Gjerstad markert med rødt på fylkeskartet        | Gjerstad kommunevåpen        | neutrale          |
| 4228              | Sirdal          | Tonstad               | Agder           | Sirdal markert med rødt på fylkeskartet          | Sirdal kommunevåpen          | neutrale          |
| 4220              | Bygland         | Bygland               | Agder           | Bygland markert med rødt på fylkeskartet         | Bygland kommunevåpen         | nynorsk           |
| 1122              | Gjesdal         | Ålgård                | Rogaland        | Gjesdal markert med rødt på fylkeskartet         | Gjesdal kommunevåpen         | neutrale          |
| 4217              | Åmli            | Åmli                  | Agder           | Åmli markert med rødt på fylkeskartet            | Åmli kommunevåpen            | nynorsk           |
| 1120              | Klepp           | Kleppe                | Rogaland        | Klepp markert med rødt på fylkeskartet           | Klepp kommunevåpen           | nynorsk           |
| 4212              | Vegårshei       | Myra                  | Agder           | Vegårshei markert med rødt på fylkeskartet       | Vegårshei kommunevåpen       | neutrale          |
| 4224              | Åseral          | Kyrkjebygda           | Agder           | Åseral markert med rødt på fylkeskartet          | Åseral kommunevåpen          | nynorsk           |
| 1121              | Time            | Bryne                 | Rogaland        | Time markert med rødt på fylkeskartet            | Time kommunevåpen            | nynorsk           |
| 4201              | Risør           | Risør                 | Agder           | Risør markert med rødt på fylkeskartet           | Risør kommunevåpen           | neutrale          |
| 1114              | Bjerkreim       | Vikeså                | Rogaland        | Bjerkreim markert med rødt på fylkeskartet       | Bjerkreim kommunevåpen       | nynorsk           |
| 4213              | Tvedestrand     | Tvedestrand           | Agder           | Tvedestrand markert med rødt på fylkeskartet     | Tvedestrand kommunevåpen     | bokmål            |
| 1119              | Hå              | Varhaug               | Rogaland        | Hå markert med rødt på fylkeskartet              | Hå kommunevåpen              | neutrale          |
| 4219              | Evje og Hornnes | Evje                  | Agder           | Evje og Hornnes markert med rødt på fylkeskartet | Evje og Hornnes kommunevåpen | neutrale          |
| 4214              | Froland         | Blakstad              | Agder           | Froland markert med rødt på fylkeskartet         | Froland kommunevåpen         | neutrale          |
| 1112              | Lund            | Moi                   | Rogaland        | Lund markert med rødt på fylkeskartet            | Lund kommunevåpen            | neutrale          |
| 4203              | Arendal         | Arendal               | Agder           | Arendal markert med rødt på fylkeskartet         | Arendal kommunevåpen         | bokmål            |
| 1101              | Eigersund       | Egersund              | Rogaland        | Eigersund markert med rødt på fylkeskartet       | Eigersund kommunevåpen       | bokmål            |
| 4218              | Iveland         | Birketveit            | Agder           | Iveland markert med rødt på fylkeskartet         | Iveland kommunevåpen         | neutrale          |
| 4226              | Hægebostad      | Tingvatn              | Agder           | Hægebostad markert med rødt på fylkeskartet      | Hægebostad kommunevåpen      | nynorsk           |
| 4216              | Birkenes        | Birkeland             | Agder           | Birkenes markert med rødt på fylkeskartet        | Birkenes kommunevåpen        | neutrale          |
| 4227              | Kvinesdal       | Liknes                | Agder           | Kvinesdal markert med rødt på fylkeskartet       | Kvinesdal kommunevåpen       | neutrale          |
| 1111              | Sokndal         | Hauge                 | Rogaland        | Sokndal markert med rødt på fylkeskartet         | Sokndal kommunevåpen         | neutrale          |
| 4202              | Grimstad        | Grimstad              | Agder           | Grimstad markert med rødt på fylkeskartet        | Grimstad kommunevåpen        | bokmål            |
| 4207              | Flekkefjord     | Flekkefjord           | Agder           | Flekkefjord markert med rødt på fylkeskartet     | Flekkefjord kommunevåpen     | bokmål            |
| 4223              | Vennesla        | Vennesla              | Agder           | Vennesla markert med rødt på fylkeskartet        | Vennesla kommunevåpen        | neutrale          |
| 4215              | Lillesand       | Lillesand             | Agder           | Lillesand markert med rødt på fylkeskartet       | Lillesand kommunevåpen       | bokmål            |
| 4225              | Lyngdal         | Alleen                | Agder           | Lyngdal markert med rødt på fylkeskartet         | Lyngdal kommunevåpen         | neutrale          |
| 4204              | Kristiansand    | Kristiansand          | Agder           | Kristiansand markert med rødt på fylkeskartet    | Kristiansand kommunevåpen    | neutrale          |
| 4206              | Farsund         | Farsund               | Agder           | Farsund markert med rødt på fylkeskartet         | Farsund kommunevåpen         | bokmål            |
| 4205              | Lindesnes       | Mandal                | Agder           | Lindesnes markert med rødt på fylkeskartet       | Lindesnes kommunevåpen       | bokmål            |